# Mysteria darwini
Mysteria darwini is een keversoort uit de familie Vesperidae. De wetenschappelijke naam van de soort werd voor het eerst geldig gepubliceerd in 1902 door Auguste Lameere.